# إلين ماكريغور
إلين ماكريغور (بالإنجليزية: Ellen MacGregor)‏ (15 مايو 1906، بالتيمور في الولايات المتحدة - 29 مارس 1954)؛ أمينة مكتبة وروائية أمريكية.